# سسترینسکو
سسترینسکو (به بلغاری: Sestrinsko) یک منطقهٔ مسکونی در بلغارستان است که در شهرستان کاردژالی واقع شده‌است.